# كون فيندلاي
كون فيندلاي (بالإنجليزية: Conn Findlay)‏ هو مجدف أمريكي، ولد في 24 أبريل 1930 في ستوكتون في الولايات المتحدة وتوفي في 8 أبريل 2021.

## وصلات خارجية
- كون فيندلاي على موقع الاتحاد الدولي للتجديف (الإنجليزية)
- كون فيندلاي على موقع الاتحاد الدولي للملاحة الشراعية (موقع جديد) (الإنجليزية)
- كون فيندلاي على موقع الاتحاد الدولي للملاحة الشراعية (موقع قديم) (الإنجليزية)
- كون فيندلاي على موقع اللجنة الأولمبية الدولية (الإنجليزية)
- كون فيندلاي على موقع أوليمبيديا (الإنجليزية)